# Melanderia mandibulata
Melanderia mandibulata är en tvåvingeart som beskrevs av Aldrich 1922. Melanderia mandibulata ingår i släktet Melanderia och familjen styltflugor.
Artens utbredningsområde är Kalifornien. Inga underarter finns listade i Catalogue of Life.